# Thallarcha stramenticolor
Thallarcha stramenticolor är en fjärilsart som beskrevs av Turner 1940. Thallarcha stramenticolor ingår i släktet Thallarcha och familjen björnspinnare. Inga underarter finns listade i Catalogue of Life.